# Magenta (color)
El magenta s'obté barrejant pigments de color roig i de color blau. És un to proper al fúcsia, al rosa i al lila. És el color complementari del verd. El magenta és un color primari substractiu. Sovint se l'associa amb el fúcsia, tot i que en disseny i impressió poden variar incorporant una proporció més alta de vermell.

## Creació
El color va ser sintetitzat per primera vegada el 1858 pel químic francès François-Emmanuel Verguin (1814 - 64) que va oxidar anilina amb clorur d'estany (IV) al seu laboratori a Saint-Maurice-l'Exil.
En honor de la victòria dels aliats francopiemontesos sobre l'exèrcit austríac en la batalla de Magenta del 4 de juny 1859, Verguin va donar el nom de la ciutat de Magenta al color nou quan va inscriure la patent. El 1859 Verguin va vendre la patent als tintorers de Lió, els germans Renard, que van rebatejar-lo fucsina «per la seva semblança al color de les flors de fúcsia». Per la seva inestabilitat, el pigment avui no s'utilitza massa, però el nom de magenta va quedar.

## Colorimetria

El magenta no forma part de l'espectre visible de la llum.

Corbes de resposta de les cèl·lules còniques. Cal tenir en compte que es provoca una resposta magenta al cervell estimulant els cons S i L i amb poc o cap estímul M.

Des del punt de vista de la ciència del color o colorimetria, el magenta és un color extraespectral, és a dir, que cap color de l'espectre visible té la tonalitat del magenta. El magenta s'associa amb la percepció de distribucions espectrals de potència concentrades principalment en dues bandes: components vermellosos de longitud d'ona més llarga i components blavosos de longitud d'ona més curta.
El magenta és el color complementari del verd; per tant, la barreja d'un to específic de llum magenta i un to específic de llum verda donarà lloc a llum blanca.
En el sistema de color RGB, que s'utilitza per crear tots els colors d'un televisor o pantalla d'ordinador, el magenta és un color secundari, que es fa combinant quantitats iguals de llum vermella i blava a una intensitat alta.
En el model de color CMYK, utilitzat en la impressió en color, és un dels tres colors primaris, juntament amb el cian i el groc, que es fan servir per imprimir tots els altres colors. Si el magenta, el cian i el groc s'imprimeixen un sobre l'altre en una pàgina, formen el negre. Si es combinen la tinta magenta més la tinta del seu color complementari, el verd, donaran com a resultat un marró fosc o negre.
En termes de fisiologia, el color s'estimula al cervell quan l'ull informa de l'entrada de cèl·lules còniques blaves d'ona curta juntament amb una subsensibilitat de les còniques d'ona llarga que responen secundàriament a aquest mateix color blau profund, però amb poca o cap entrada de les còniques d'ona mitjana. El cervell interpreta aquesta combinació com una tonalitat magenta o porpra, depenent de la intensitat relativa de les respostes del con.

En el sistema de colors de Munsell, el magenta s'anomena vermell-porpra.

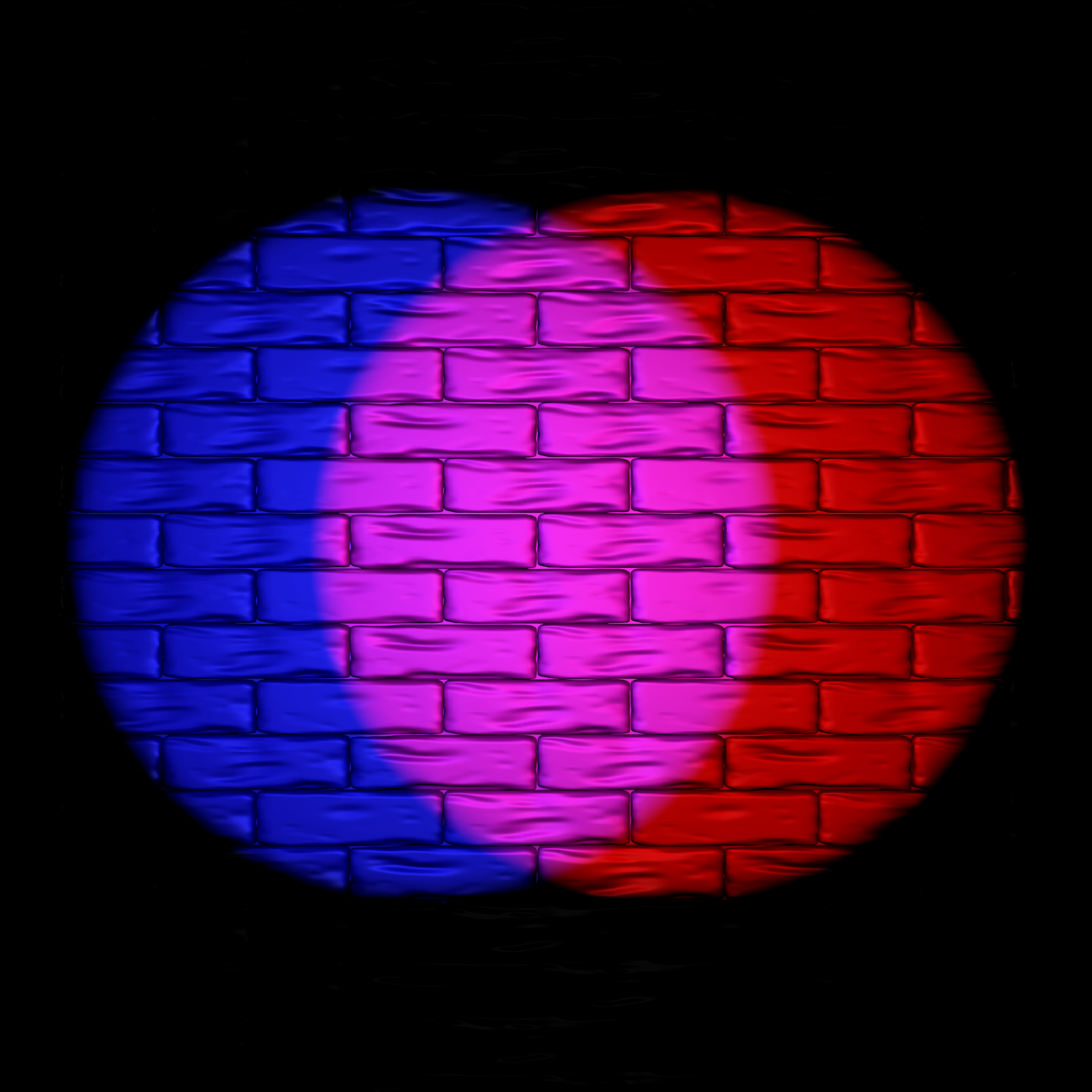
En el model de color RGB, que s'utilitza per crear colors a les pantalles d'ordinador i televisió, el magenta es crea mitjançant la combinació de quantitats iguals de llum blava i vermella.
A la roda de colors RGB dels colors additius, el magenta es troba a mig camí entre el blau i el vermell.
En el model de color CMYK, utilitzat en la impressió en color, el cian, el magenta i el groc combinats donen lloc al negre. A la pràctica, com que les tintes no són perfectes, s'hi afegeix una mica de tinta negra.
Espectre visible embolicat per unir el violeta i el vermell en una barreja additiva de magenta. En realitat, el violeta i el vermell es troben en extrems oposats de l'espectre i tenen longituds d'ona molt diferents.

## Història

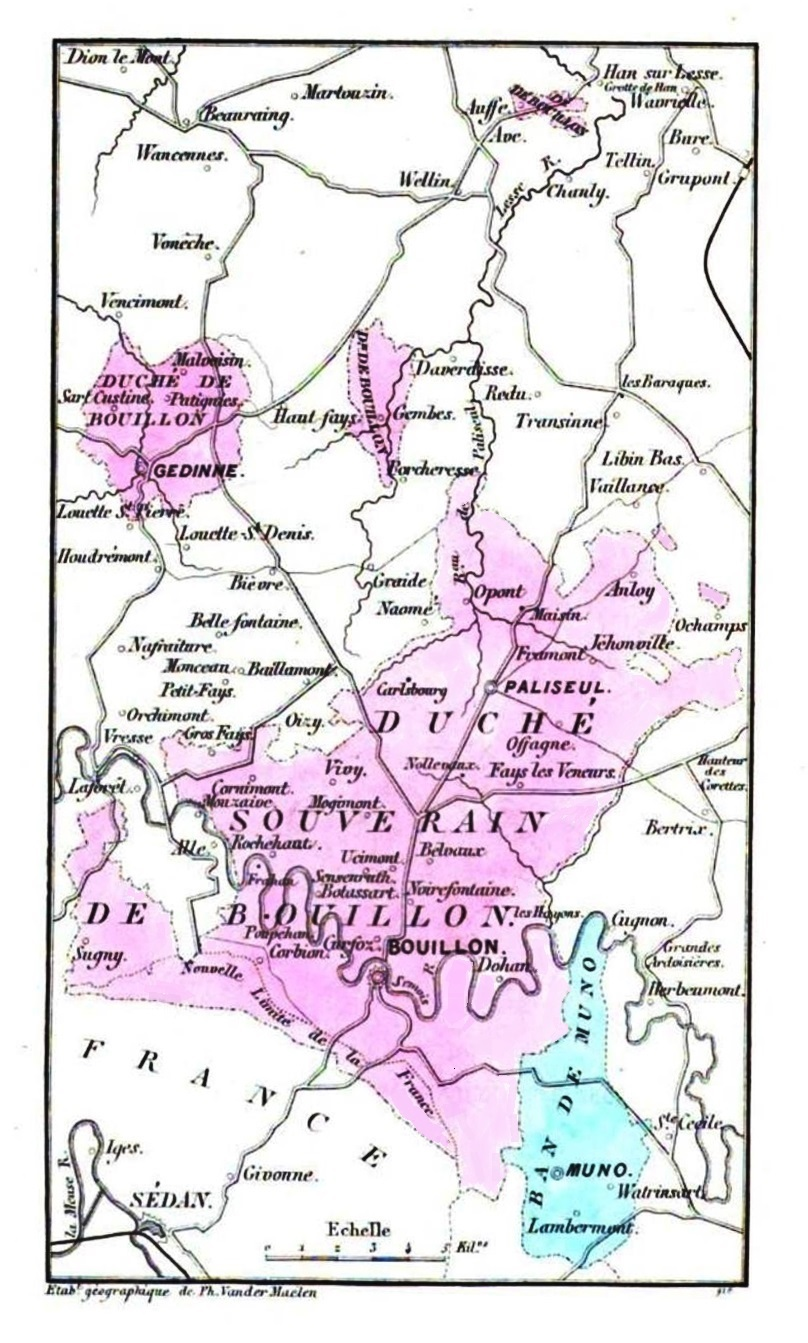
Un mapa de 1864 que mostra el Ducat de Bouillon en magenta

### Origen
El color magenta va ser el resultat de la revolució química industrial de mitjan segle XIX, que va començar amb la invenció per William Perkin de la mauveïna el 1856, que va ser el primer colorant d'anilina sintètic. L'enorme èxit comercial del tint i el nou color que produïa, el malva, va inspirar altres químics a Europa a desenvolupar nous colors fets a partir de tints d'anilina.
A França, François-Emmanuel Verguin, director de la fàbrica química de Louis Rafard, prop de Lió, va provar moltes fórmules diferents abans que, finalment, a finals de 1858 o principis de 1859, barregés anilina amb tetraclorur de carboni, produint un colorant vermellós-porpra que va anomenar "fucsina", pel color de la flor de la planta fúcsia. Va deixar la fàbrica Rafard i va portar el seu color a una empresa de fabricants de pintures, Francisque i Joseph Renard, que van començar a fabricar el tint el 1859.
El mateix any, dos químics britànics, Edward Chambers Nicholson i George Maule, que treballaven al laboratori del fabricant de pintures George Simpson, situat a Walworth, al sud de Londres, van fabricar un altre colorant d'anilina amb un color vermell-porpra similar, que van començar a fabricar el 1860 amb el nom de "roseïna". El 1860, van canviar el nom del color a "magenta", en honor de la batalla de Magenta lliurada pels exèrcits de França i Sardenya contra els austríacs a Magenta, Llombardia, l'any anterior, i el nou color va esdevenir un èxit comercial.
A partir del 1935, es va desenvolupar la família de colorants de quinacridona. Aquests tenen colors que van del vermell al violeta, per la qual cosa avui dia s'utilitza sovint un colorant de quinacridona per al magenta. Es poden formular diversos tons de magenta (clar, brillant, intens, viu, ric o profund) afegint diferents quantitats de blanc a les pintures d'artista de quinacridona.
Un altre tint que s'utilitza per al magenta és el Lithol Rubine BK. Un dels seus usos és com a colorant alimentari.

### Magenta processat
En la impressió en color, el color anomenat magenta de processament, magenta de pigment o magenta d'impressor és un dels tres colors primaris dels pigments que, juntament amb el groc i el cian, constitueixen els tres colors primaris subtractius dels pigments. (Els colors secundaris del pigment són el blau, el verd i el vermell.) Per tant, el to magenta és el complementari del verd: els pigments magenta absorbeixen la llum verda; i per tant, el magenta i el verd són colors oposats.
El procés d'impressió CMYK es va inventar a la dècada del 1890, quan els diaris van començar a publicar tires còmiques en color.
El magenta de procés no és un color RGB i no hi ha cap conversió fixa de primaris CMYK a RGB. Es fan servir diferents formulacions per a la tinta d'impressora, per la qual cosa hi pot haver variacions en el color imprès que és la tinta magenta pura.

### Magenta i fúcsia
El color web magenta és un dels tres colors secundaris del model de color RGB. A la roda de colors RGB, el magenta és el color entre el rosa i el violeta, i a mig camí entre el vermell i el blau.
Aquest color s'anomena magenta a X11 i fúcsia a HTML. En el model de color RGB, es crea combinant intensitats iguals de llum vermella i blava. Els dos colors web, magenta i fúcsia, són exactament del mateix color. De vegades, el color magenta de la web s'anomena magenta elèctric o magenta electrònic.
Tot i que el magenta utilitzat en la impressió i el color web tenen el mateix nom, tenen diferències importants. El magenta de procés (el color utilitzat per a la tinta d'impressió magenta, també anomenada magenta d'impressora o magenta de pigment) és molt menys viu que el color magenta que es pot aconseguir a la pantalla d'un ordinador. La tecnologia d'impressió CMYK no pot reproduir amb precisió sobre paper el color de la pantalla de l'ordinador. Quan el color magenta de la web es reprodueix sobre paper, s'anomena fúcsia i és físicament impossible que aparegui sobre paper tan vívid com en una pantalla d'ordinador.
Els llapis de colors i les ceres de colors anomenats "magenta" solen tenir el color magenta de processament (magenta d'impressora).

## Usos

### Art
- Paul Gauguin (1848–1903) va utilitzar un to magenta el 1890 en el seu retrat de Marie Lagadu i en algunes de les seves pintures dels Mars del Sud.
- Henri Matisse i els membres del moviment fauvista van utilitzar el magenta i altres colors no tradicionals per sorprendre els espectadors i per commoure les seves emocions mitjançant l'ús de colors atrevits.
- Des de mitjan dècada de 1960, la pintura magenta fluorescent a base d'aigua ha estat disponible per pintar pintures psicodèliques amb llum negra. (Cirera fluorescent, groc chartreuse fluorescent, blau fluorescent i verd fluorescent.)

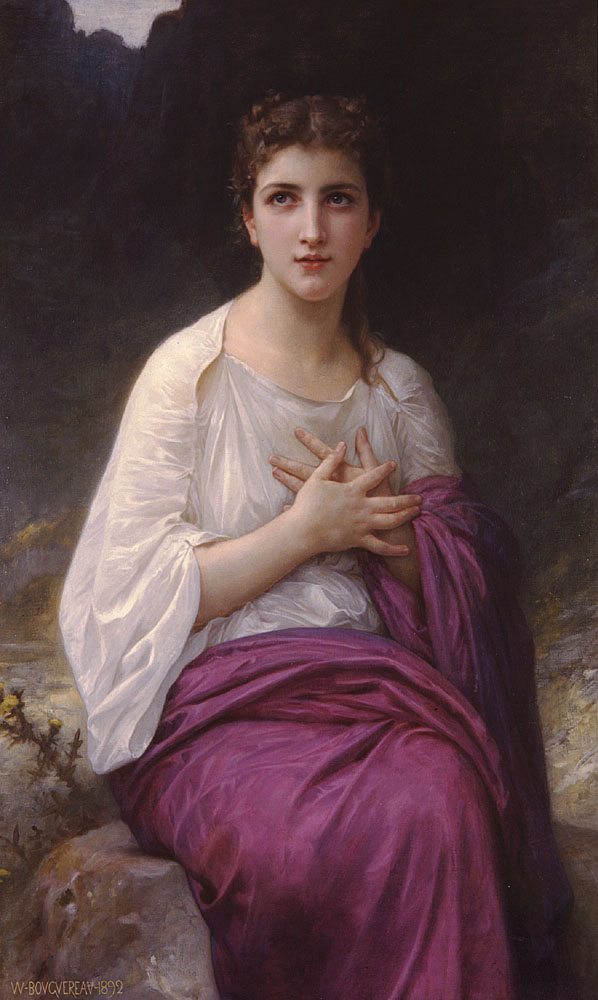
El magenta, juntament amb el malva, fet amb els tints d'anilina recentment descoberts, es va convertir en un color de moda popular a la segona meitat del segle XIX. Va aparèixer en l'art en aquesta obra de 1890, Psique, de Bouguereau .
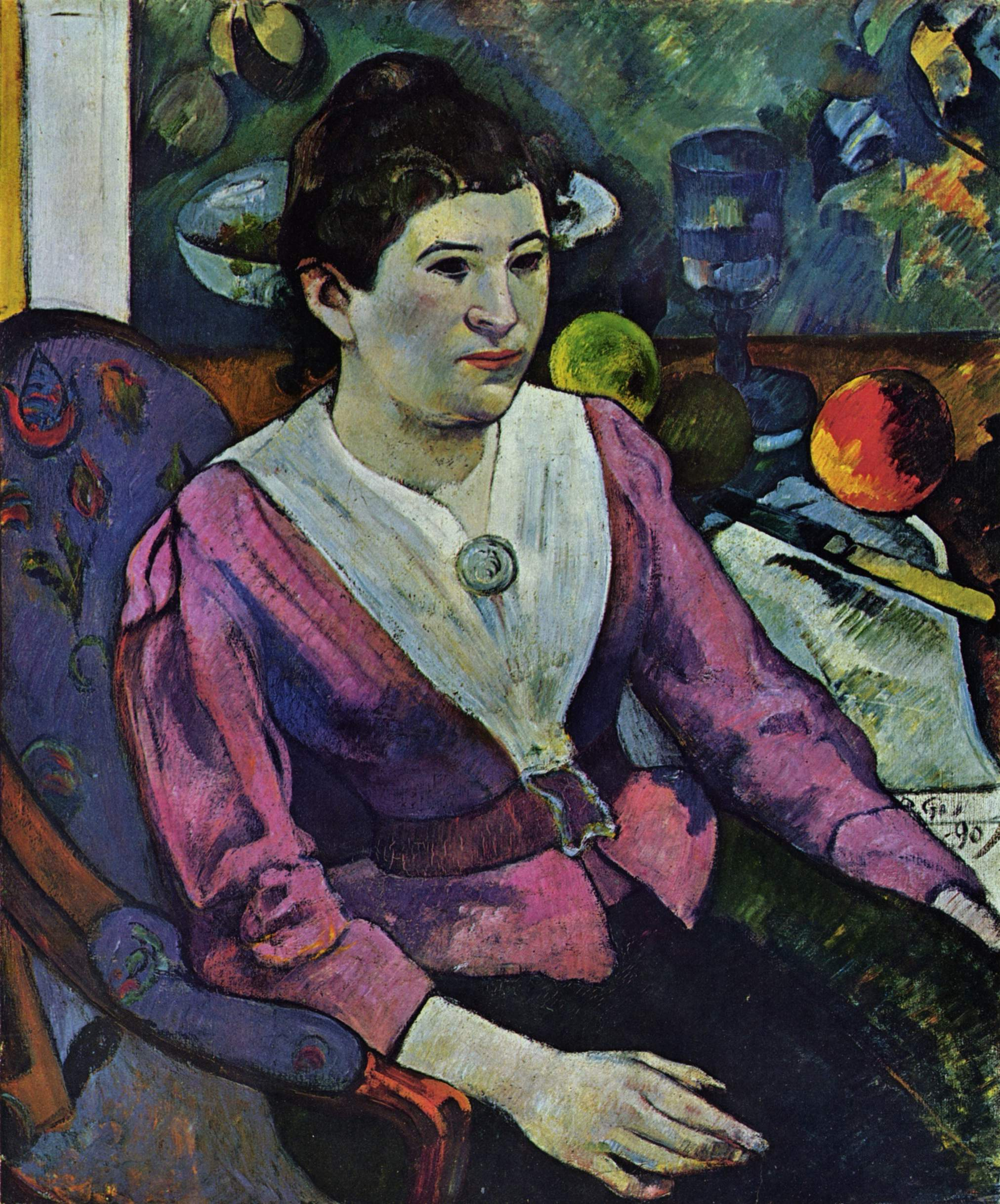
Paul Gauguin, Retrat de Marie Lagadu (1890).
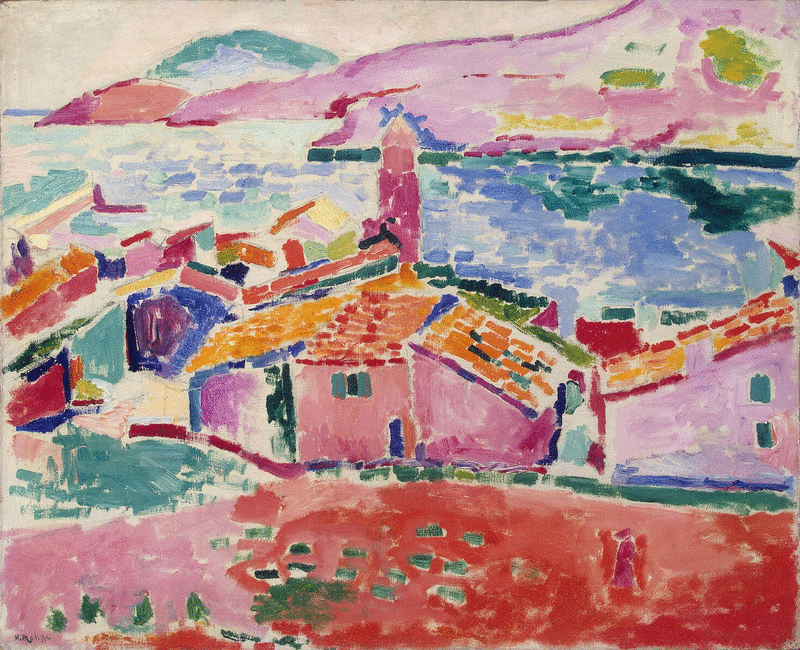
Henri Matisse, Les toits de Collioure (1905). Henri Matisse i els altres pintors del moviment fauvista van ser els primers a fer un ús important del magenta per sorprendre i causar un impacte en les emocions de l'espectador.
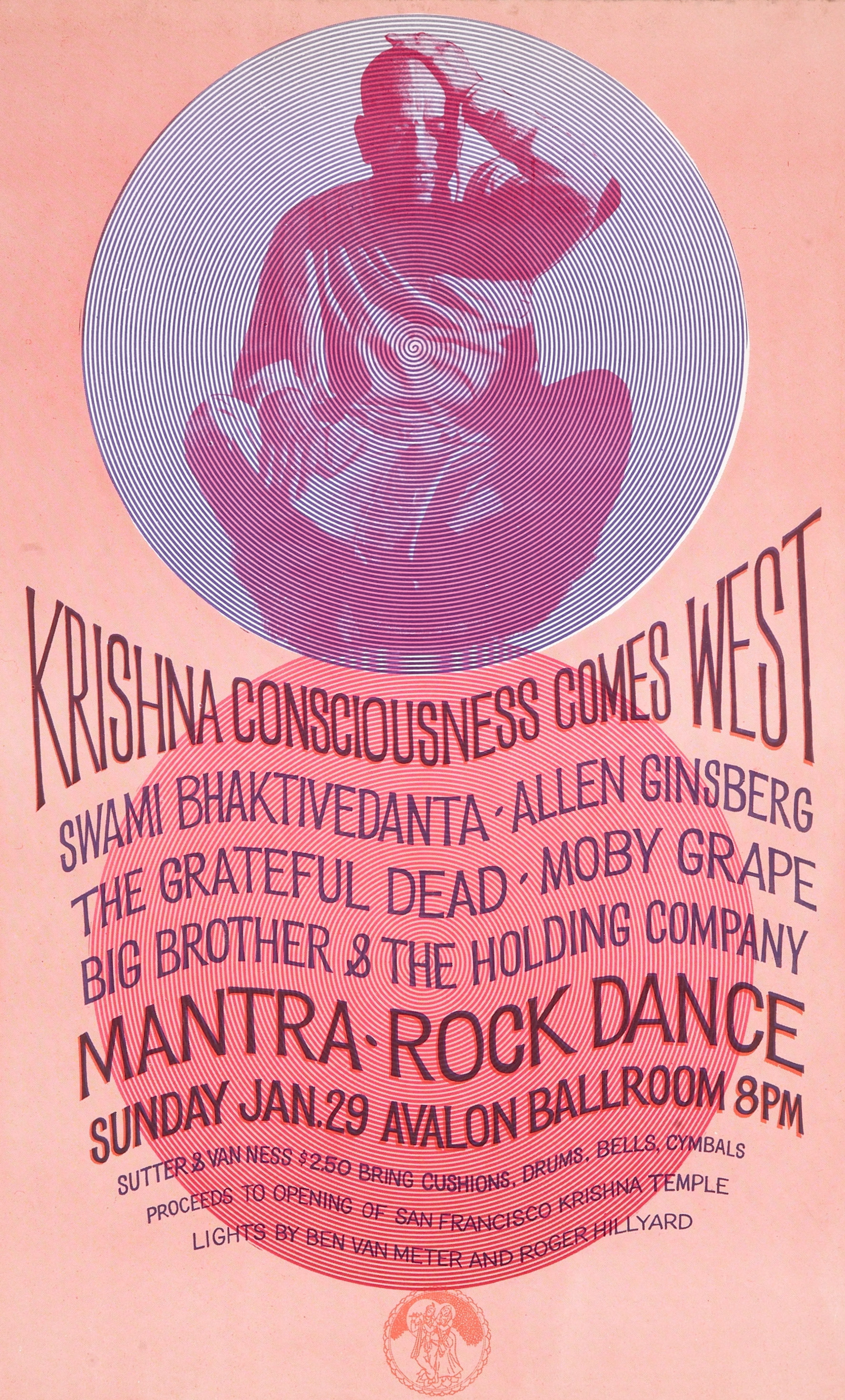
A la dècada del 1960, el magenta era un color popular en l'art psicodèlic, com ara aquest cartell de concert per a l' Avalon Ballroom de San Francisco (1967).

### Literatura
El color juga un paper central a la novel·la A Spectral Hue de Craig Laurance Gidney.

### Cinema
L'entitat alienígena de la pel·lícula de terror del 2019 Color Out of Space, una adaptació del conte de 1927 de H.P. Lovecraft The Colour Out of Space, es representa de color magenta a causa de l'estatus extraespectral del color.

### Astronomia
Els astrònoms han informat que les nanes marrons del tipus espectral T (les que tenen les temperatures més fredes, excepte les nanes marrons Y descobertes recentment) són de color magenta a causa de l'absorció per part dels àtoms de sodi i potassi de la llum a la porció verda de l'espectre.

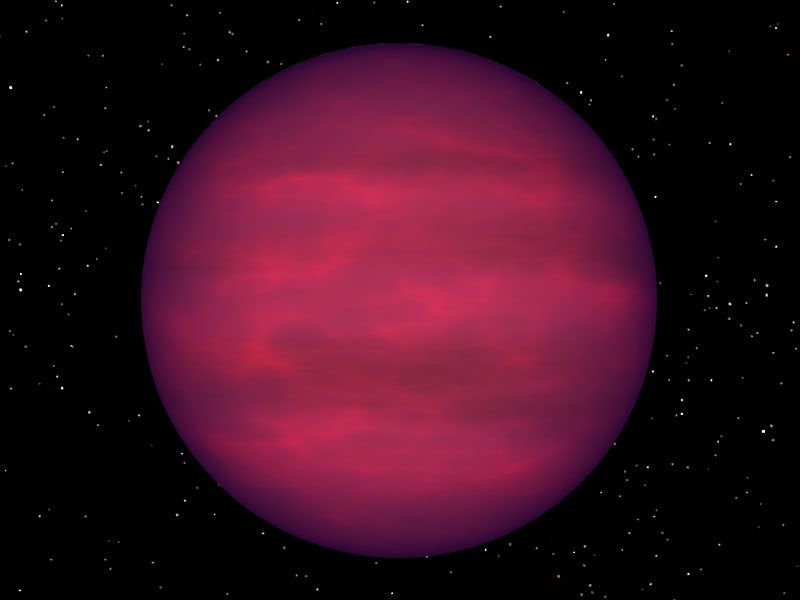
Visió artística d'una nana marró de classe espectral T

### Biologia
Hi ha insectes, ocells, peixos i mamífers de color magenta.

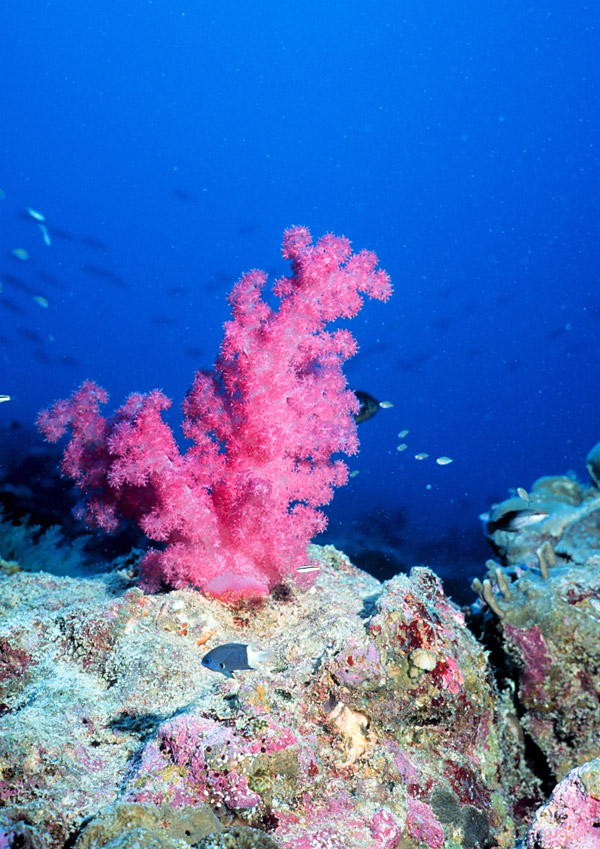
Corall del Golf Pèrsic
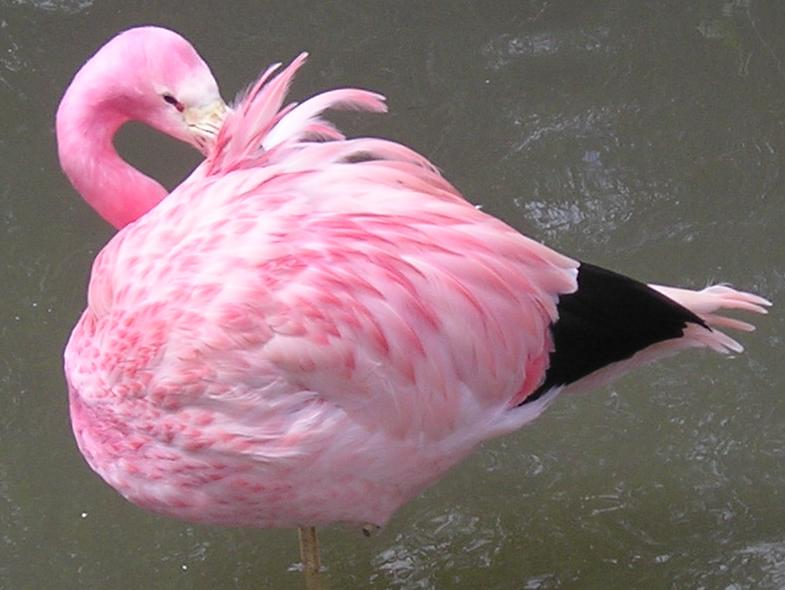
Un flamenc andí ( Phoenicopterus andinus )
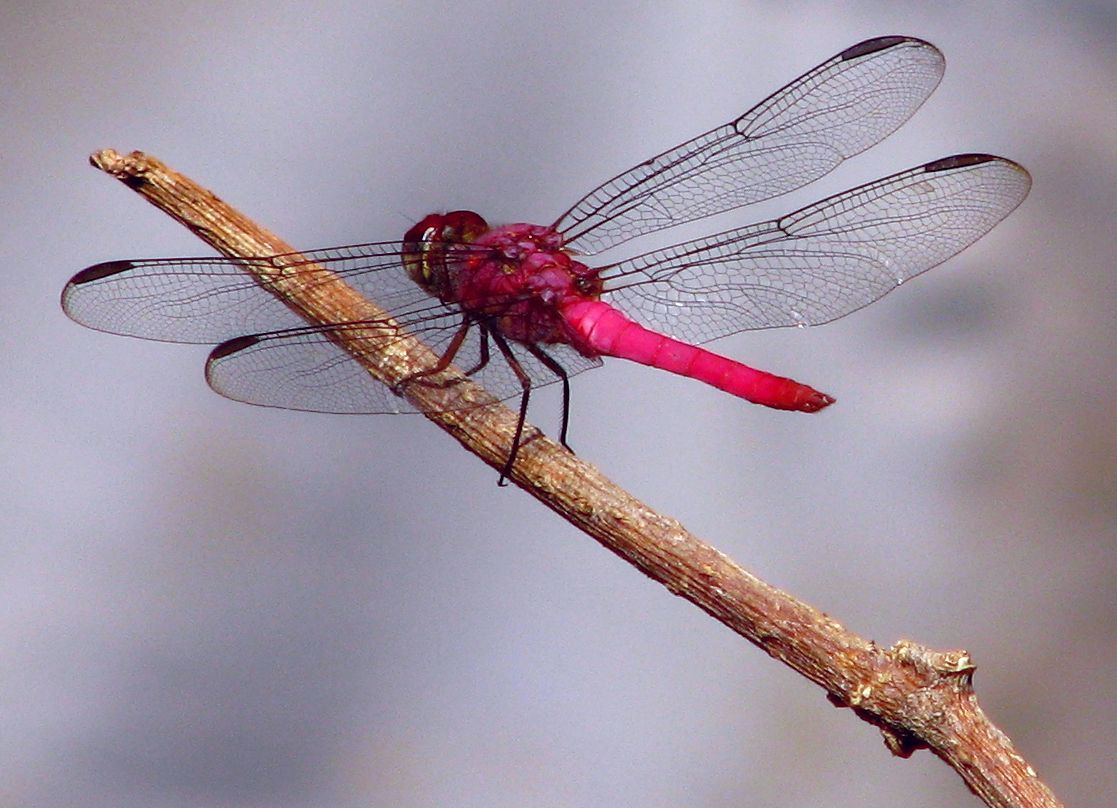
Una libèl·lula, o Anisoptera Ana Cotta
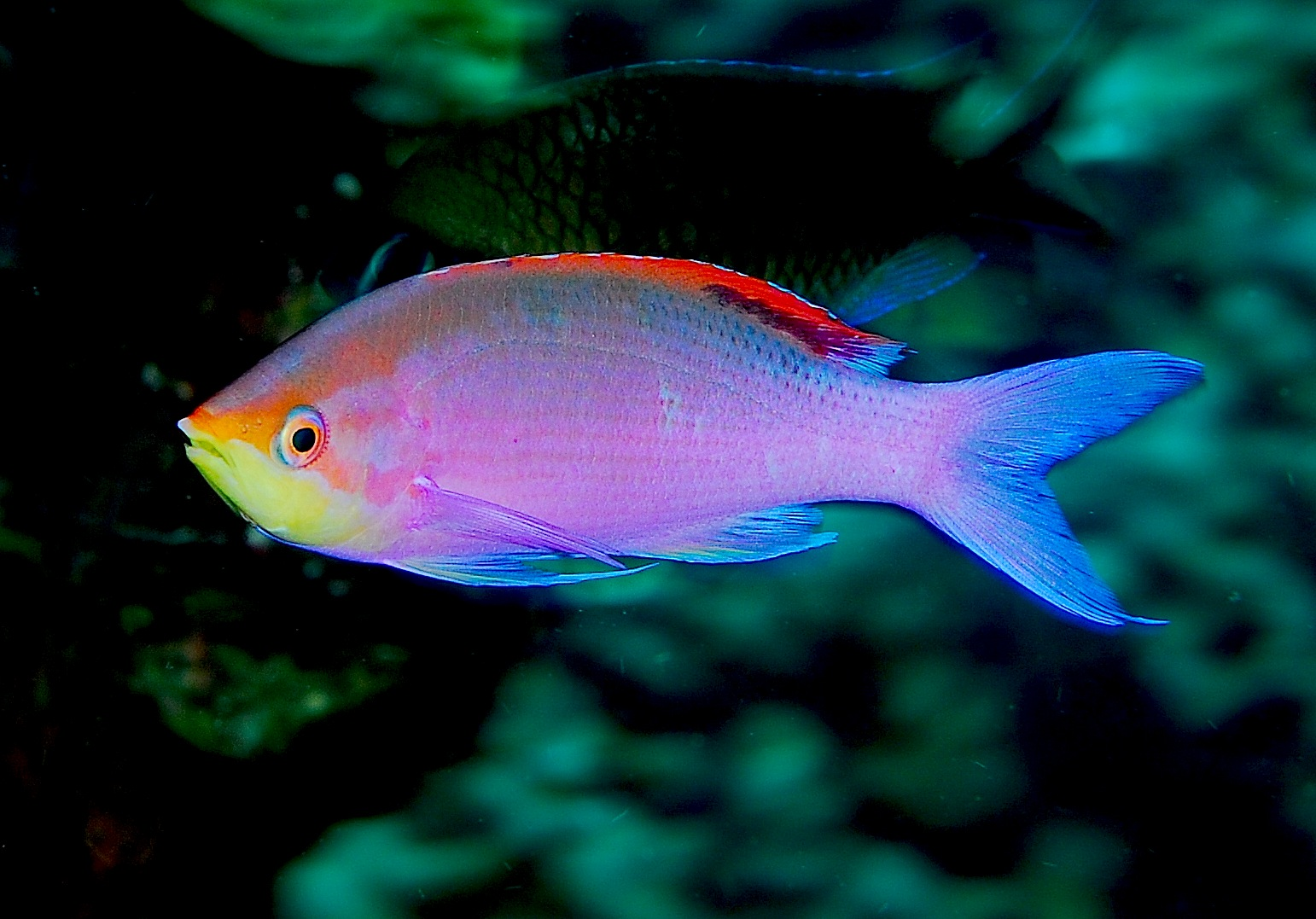
Pseudanthias tuka, un peix d'escull de l'oceà Índic

### Botànica
El magenta és un color comú per a les flors, especialment als tròpics i subtròpics.

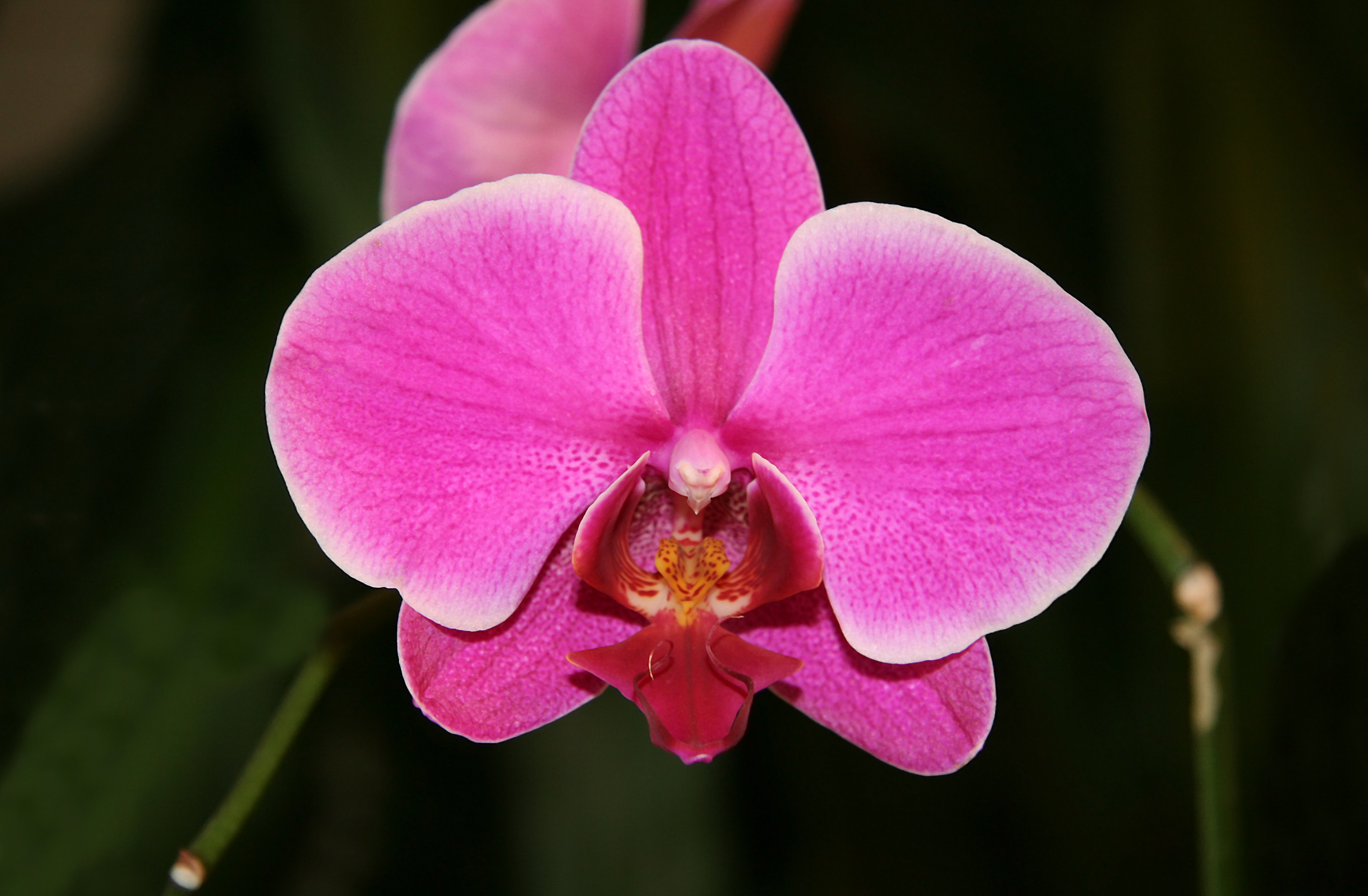
Orquídia Phalaenopsis
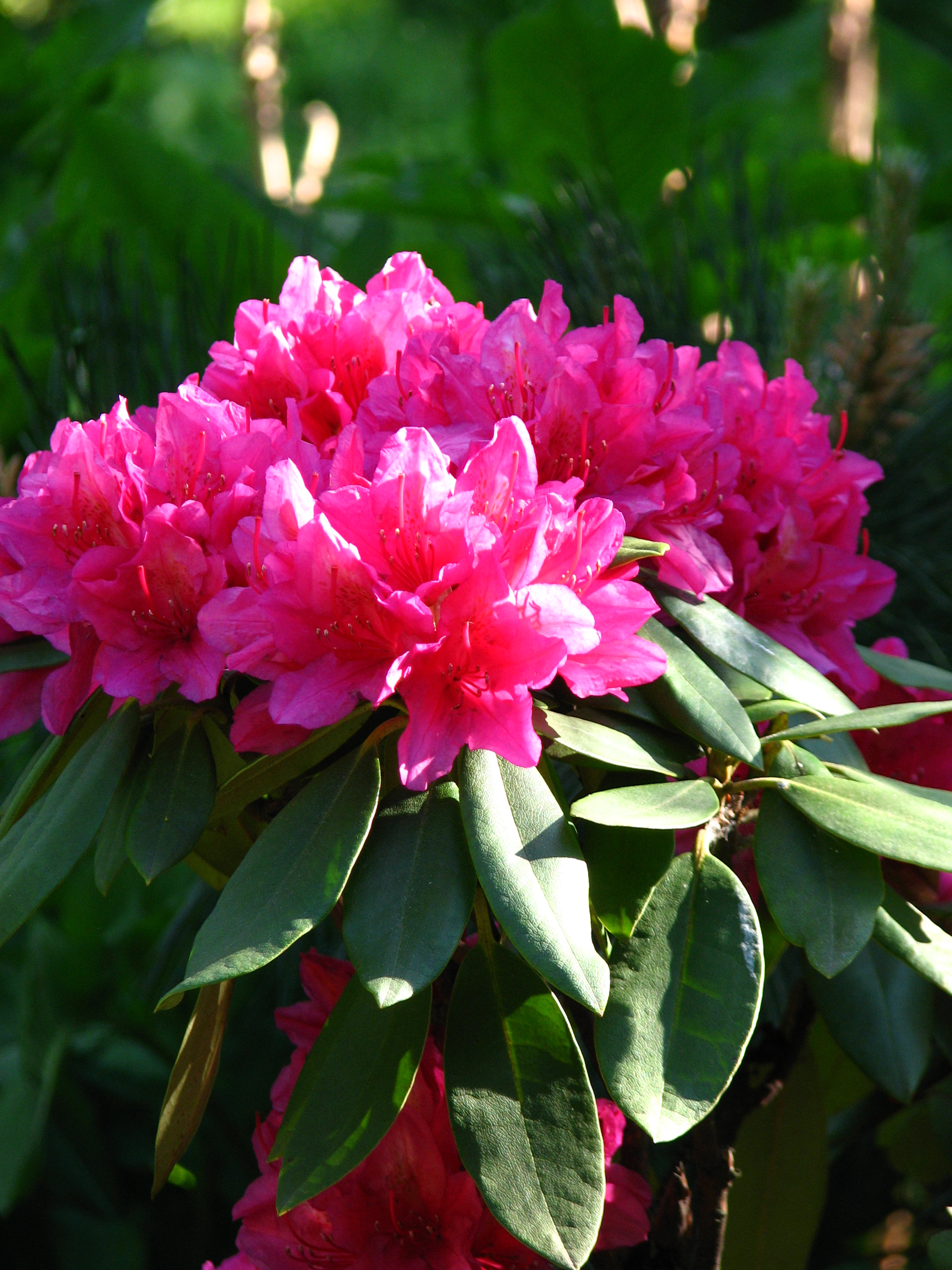
Rododendre
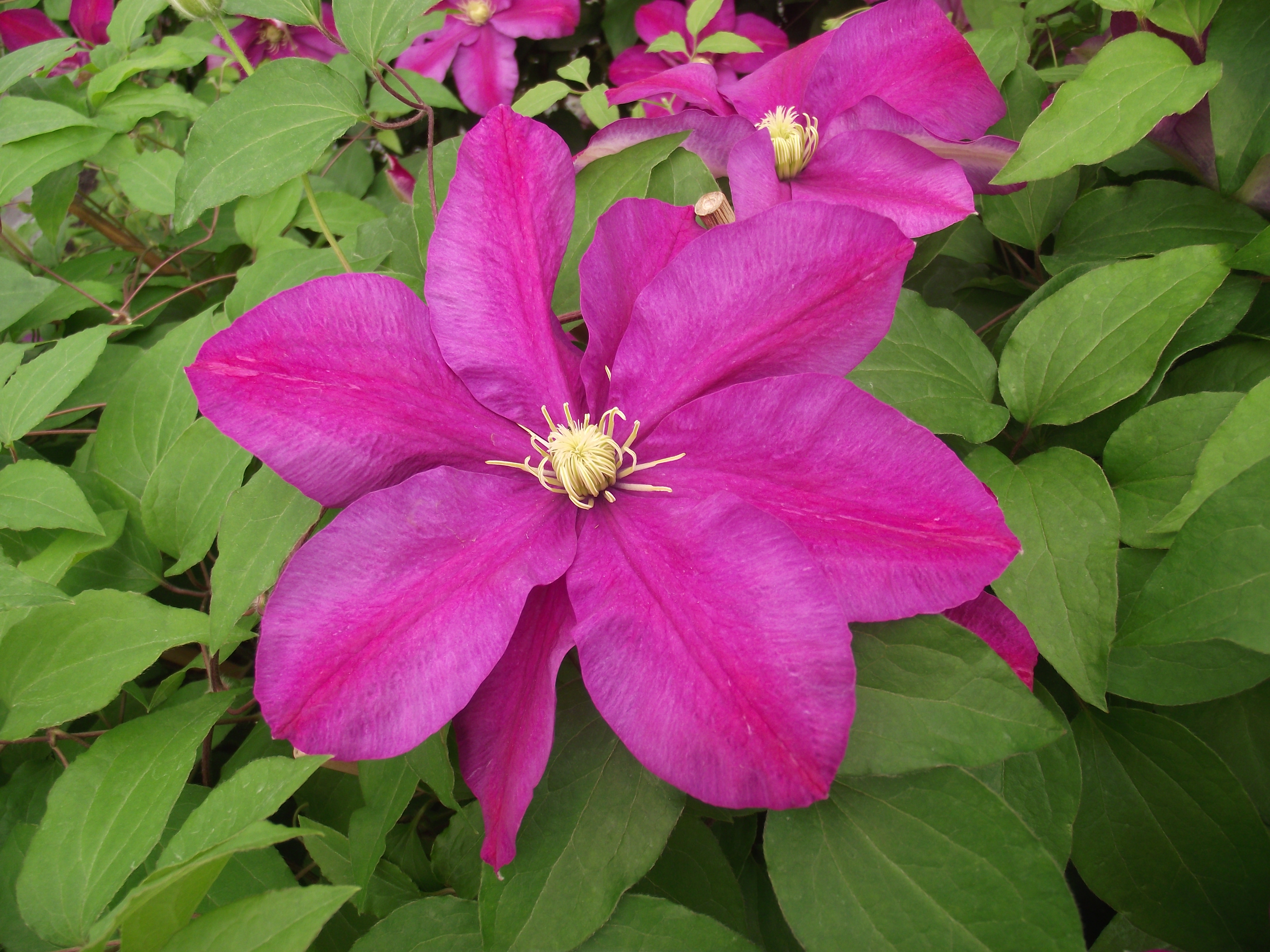
Clematis
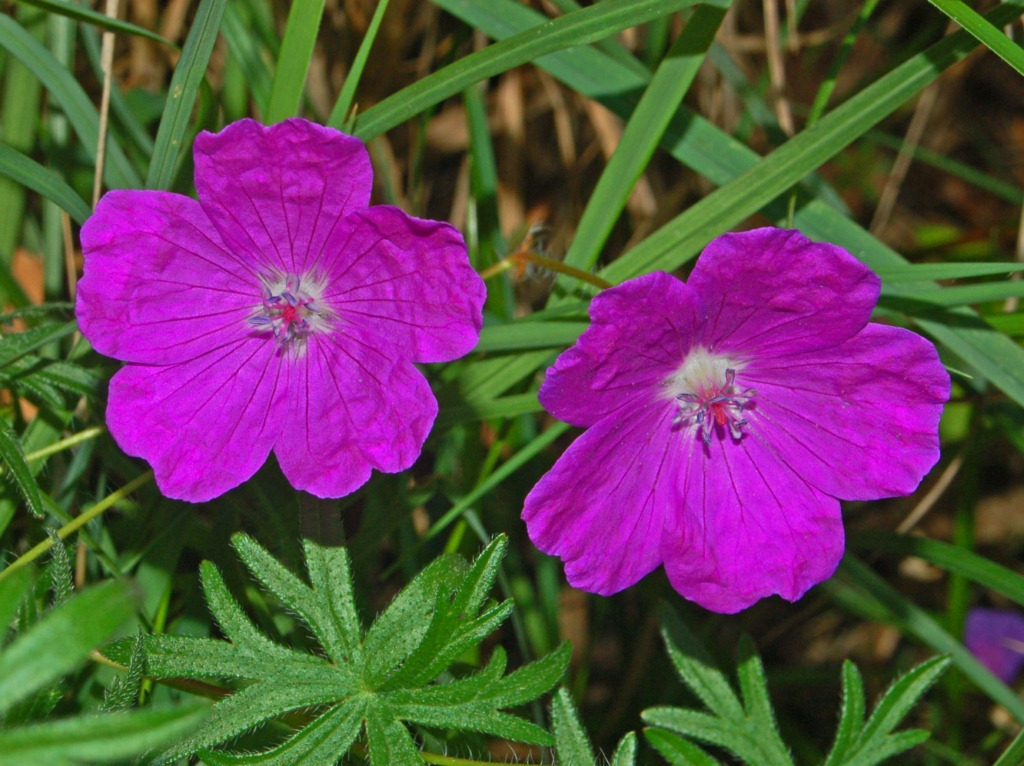
Gerani sanguini
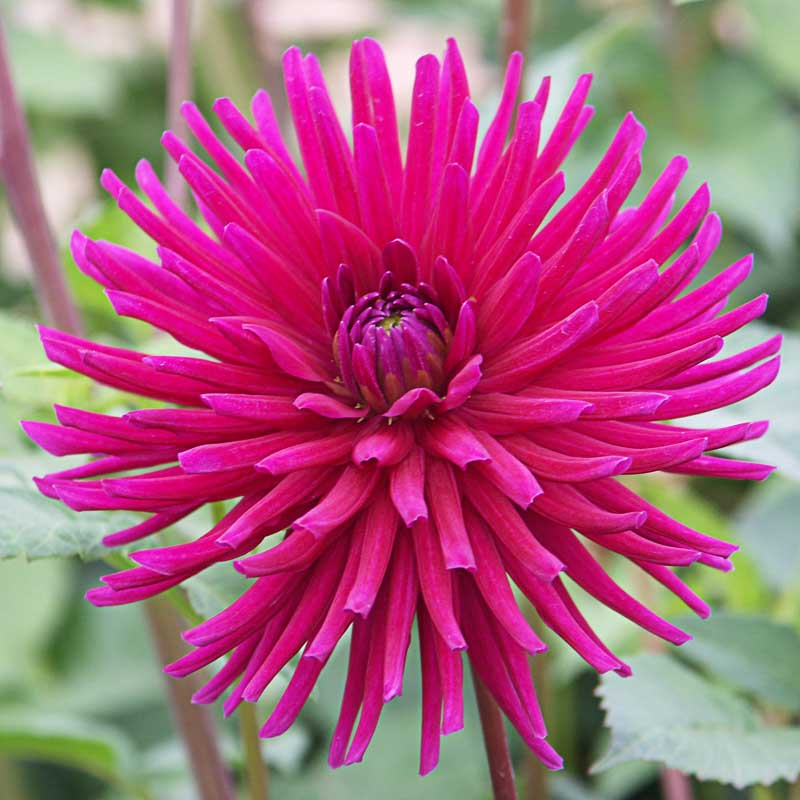
Dàlia "Hillcrest Royal"
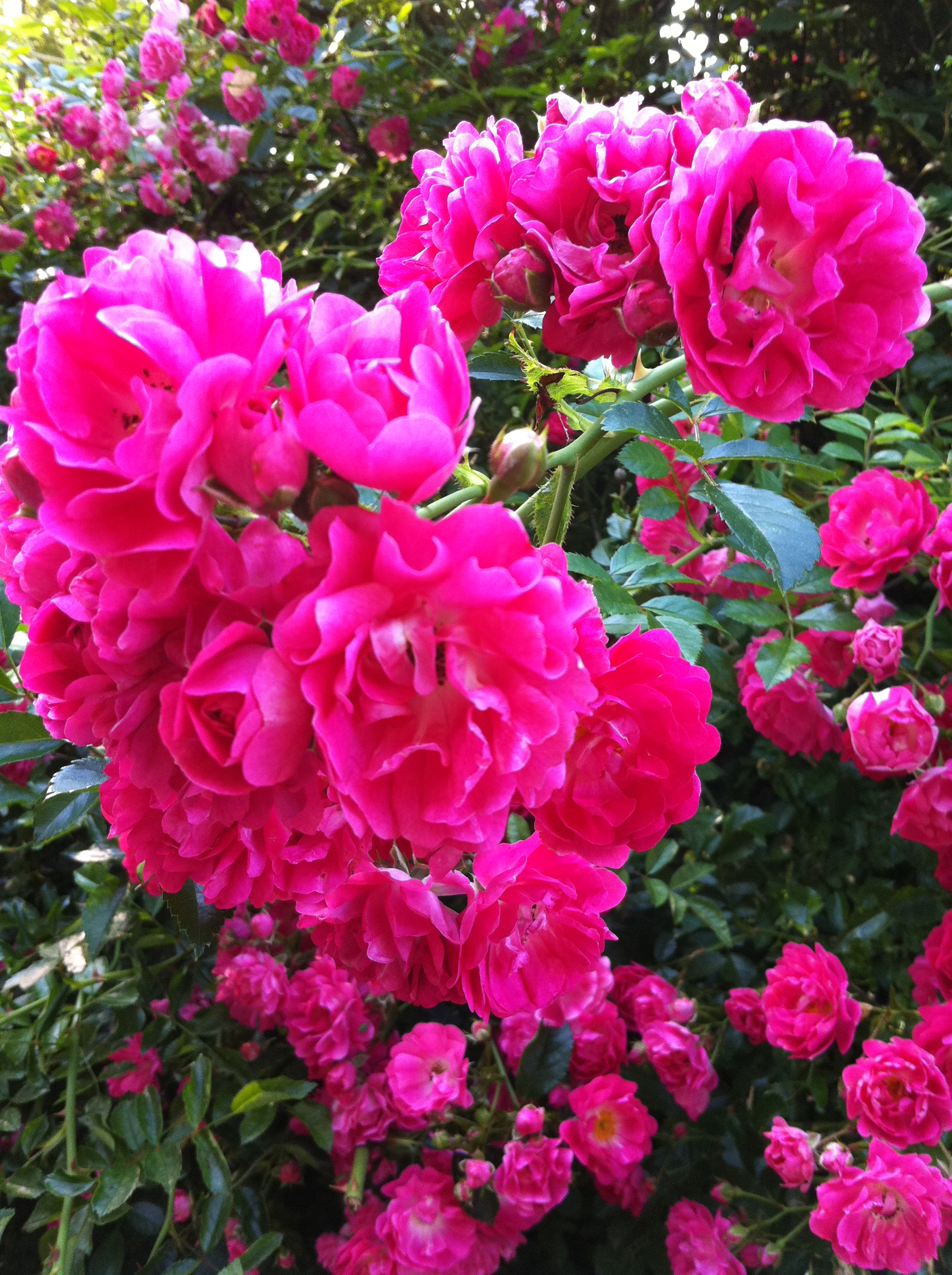
Rosa rampant
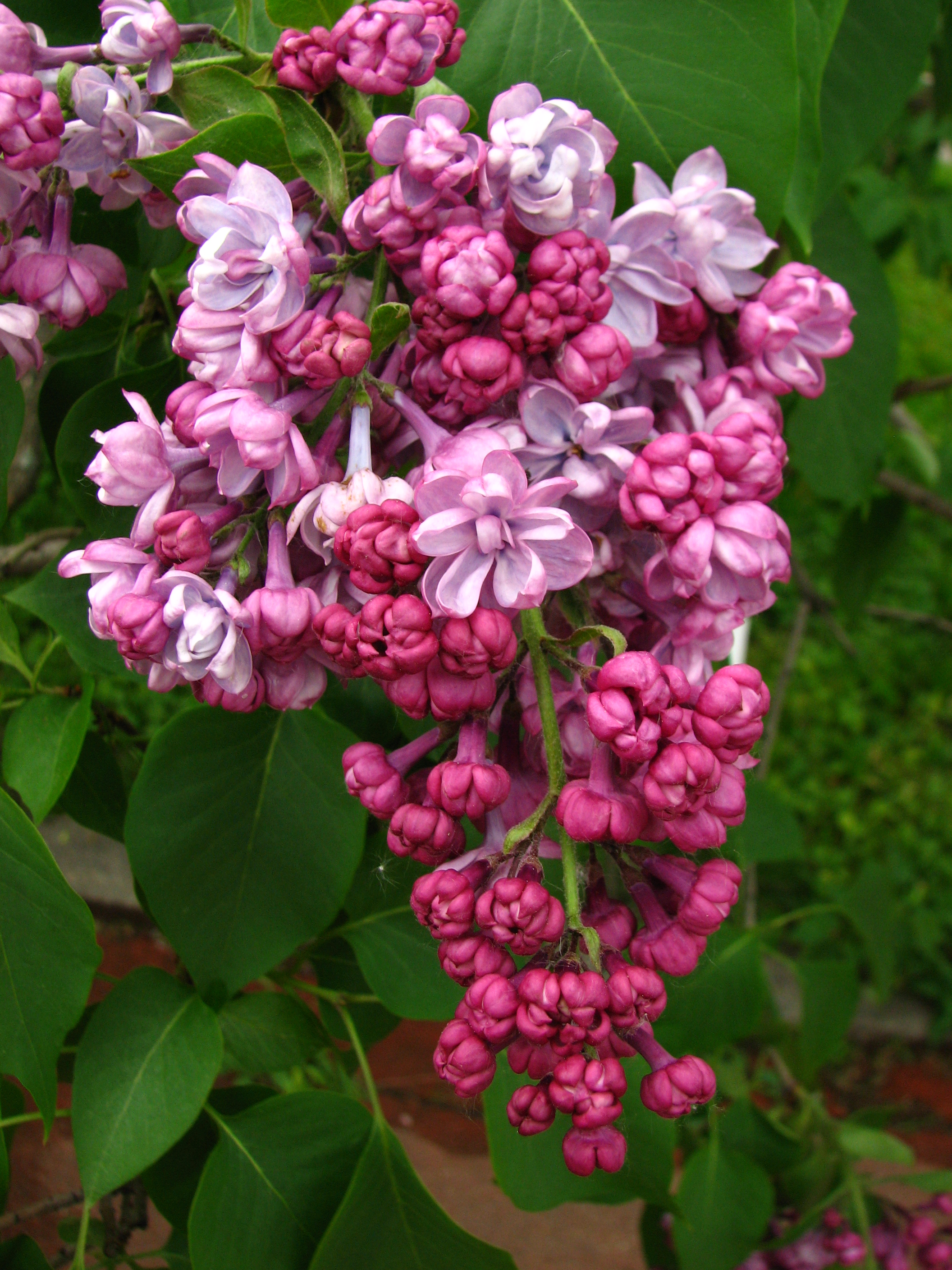
Lilà
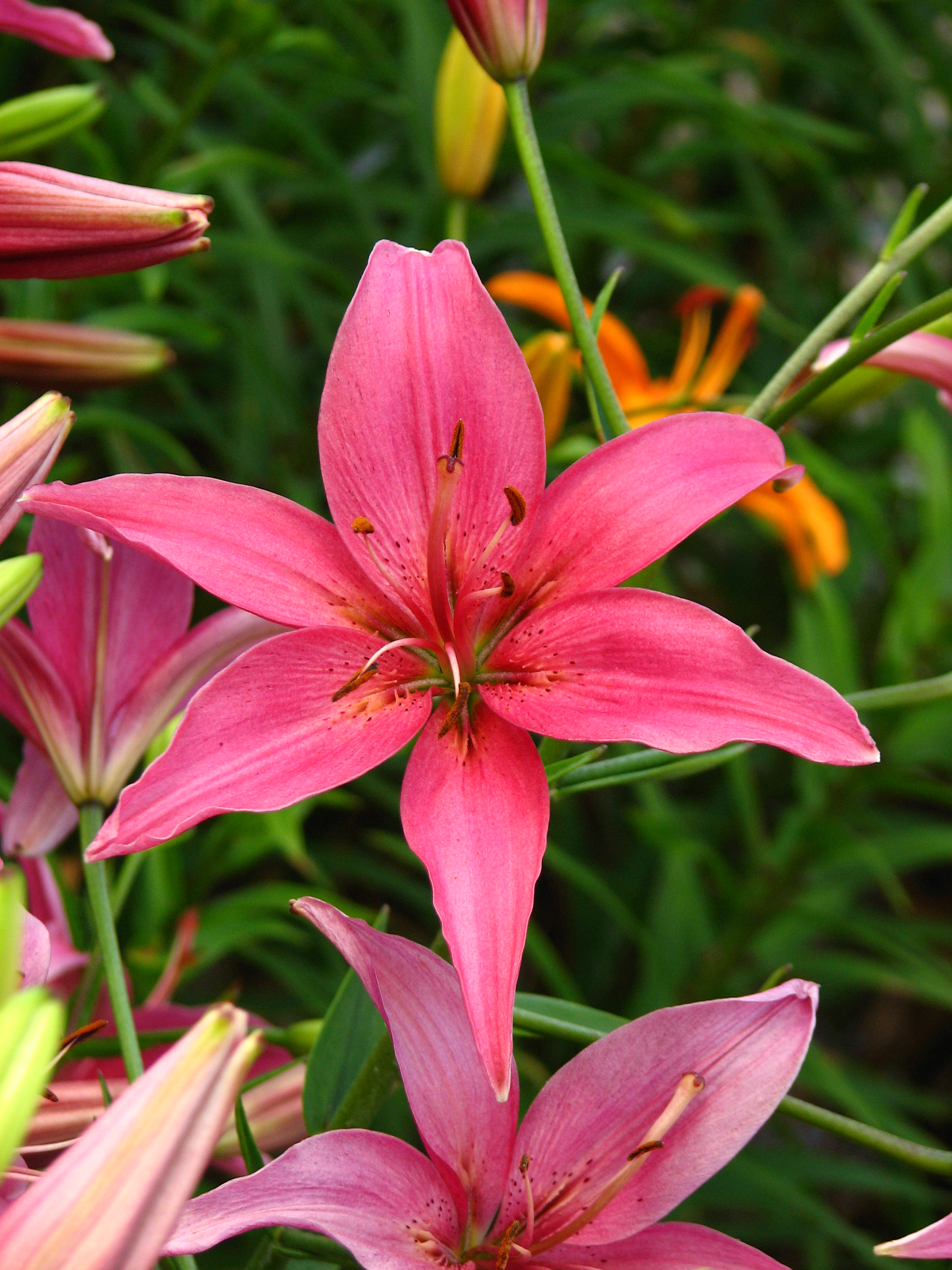
Lily
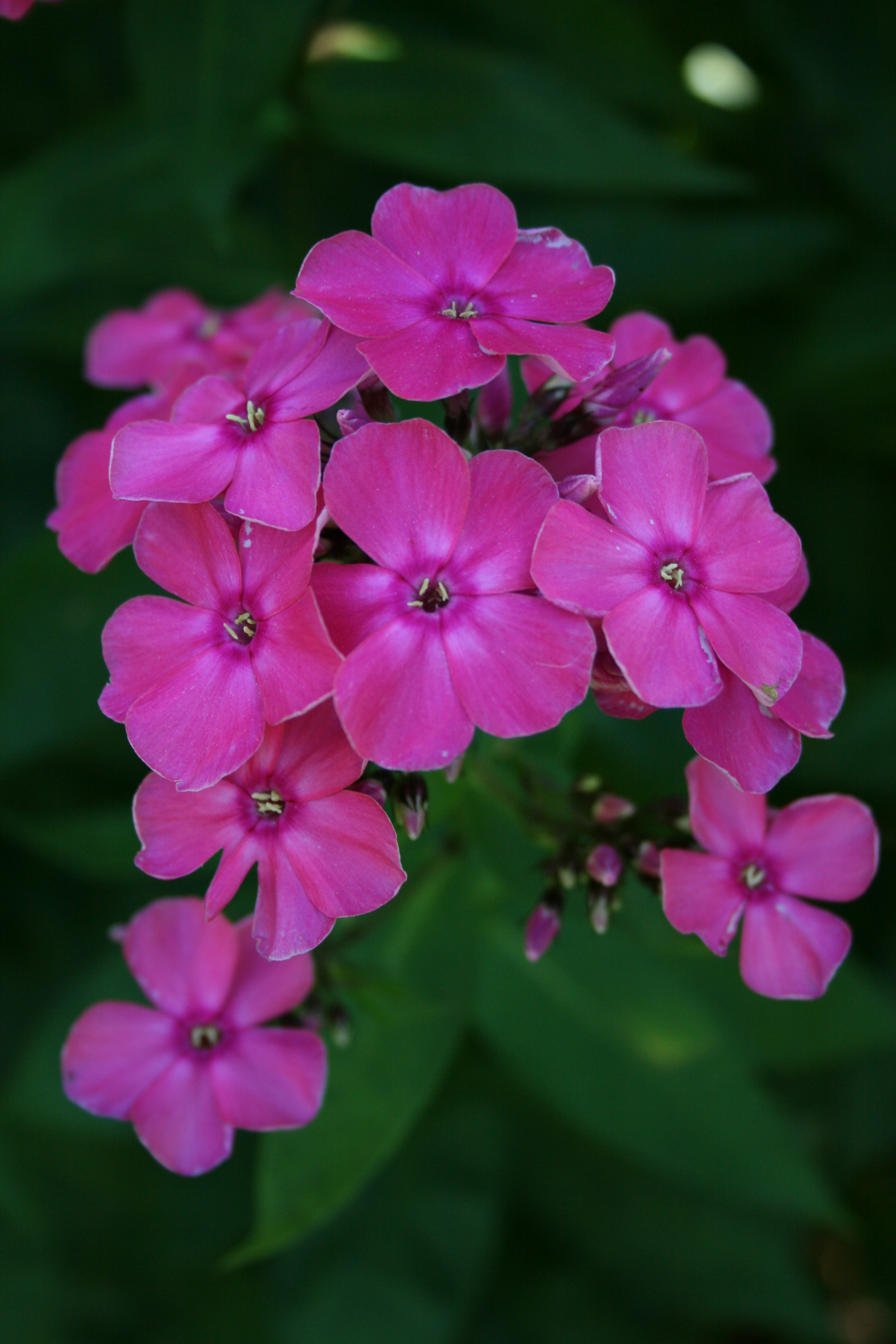
Polemoniàcies o flox
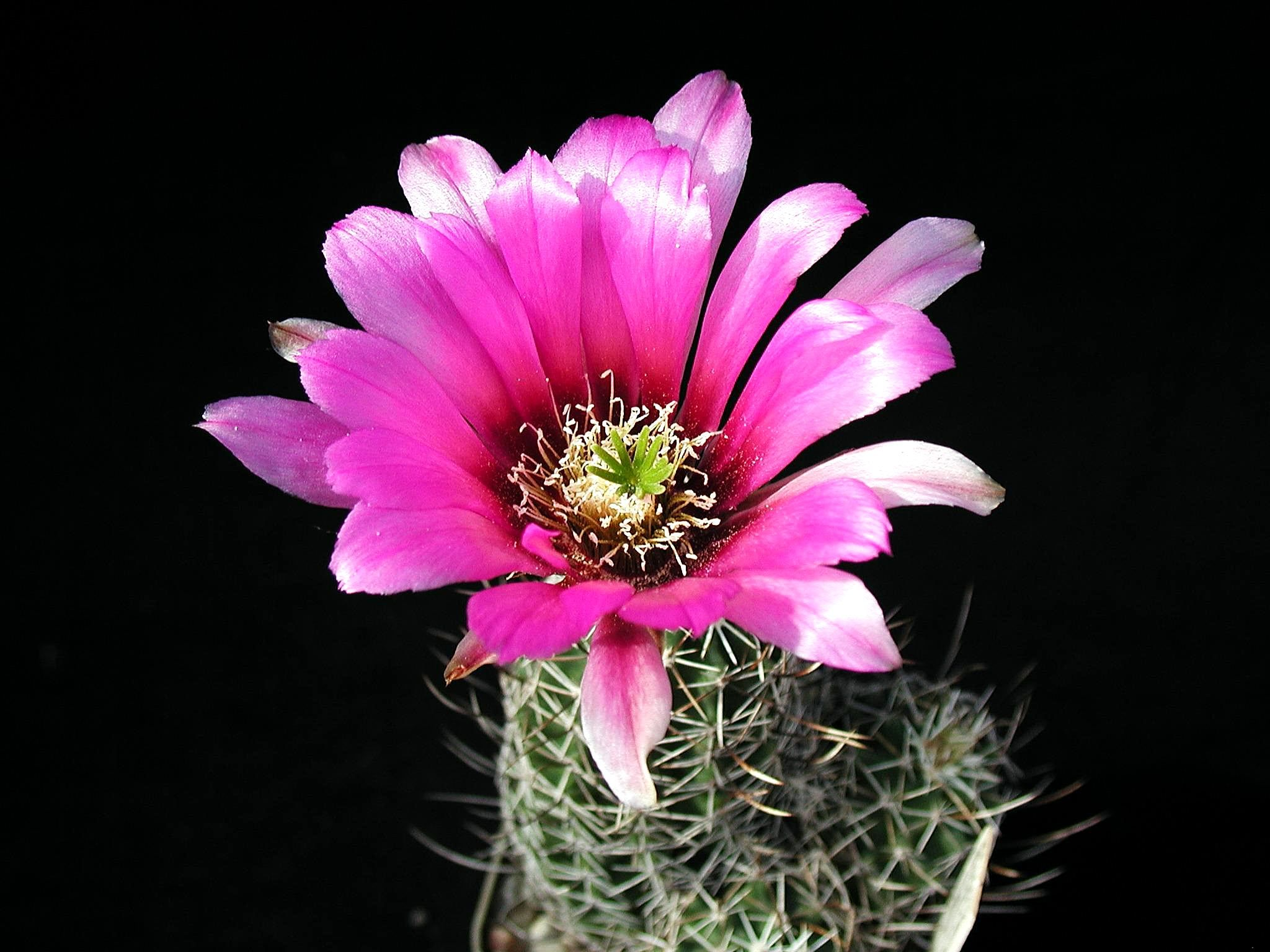
Una flor de cactus
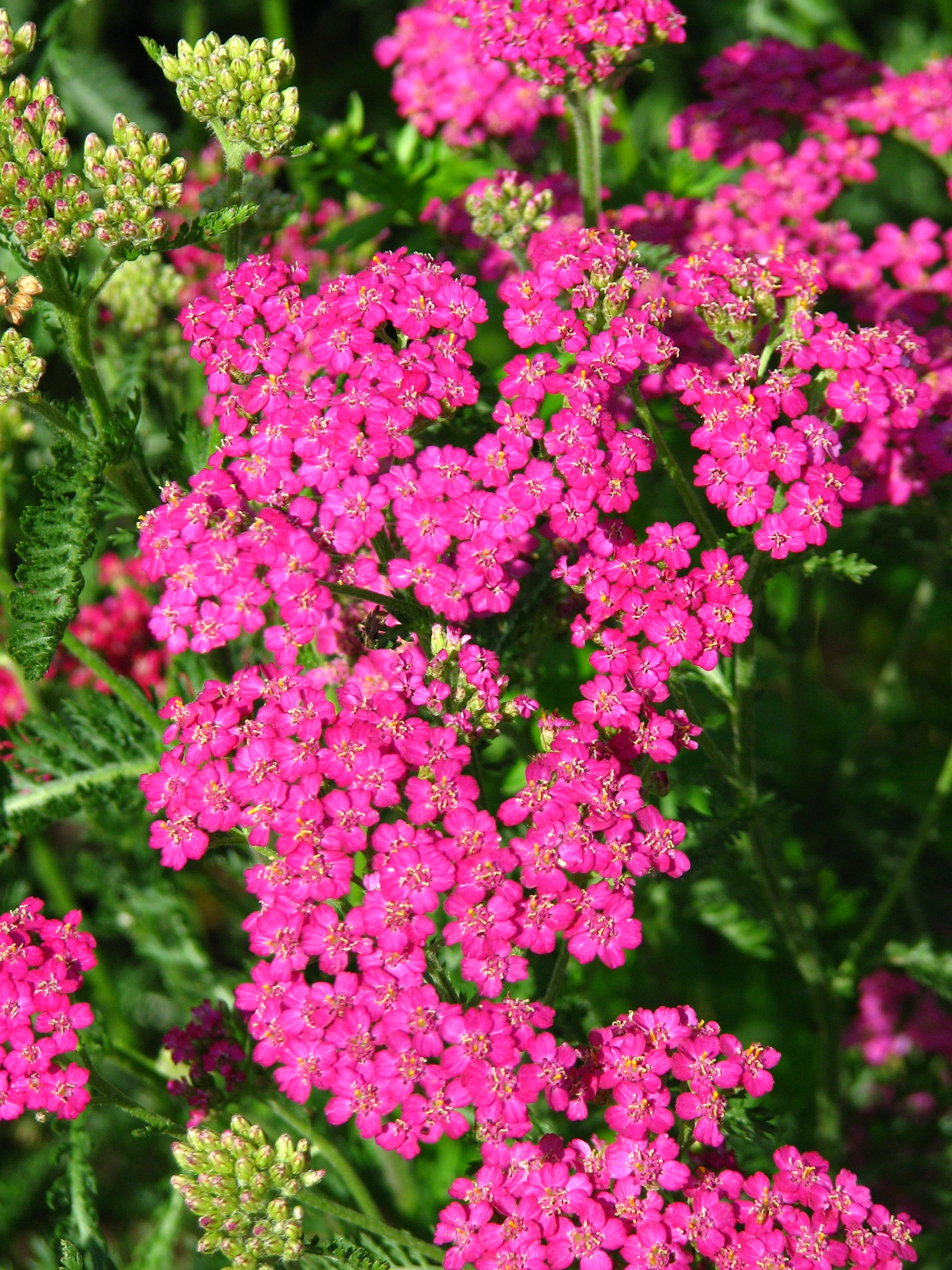
Achillea
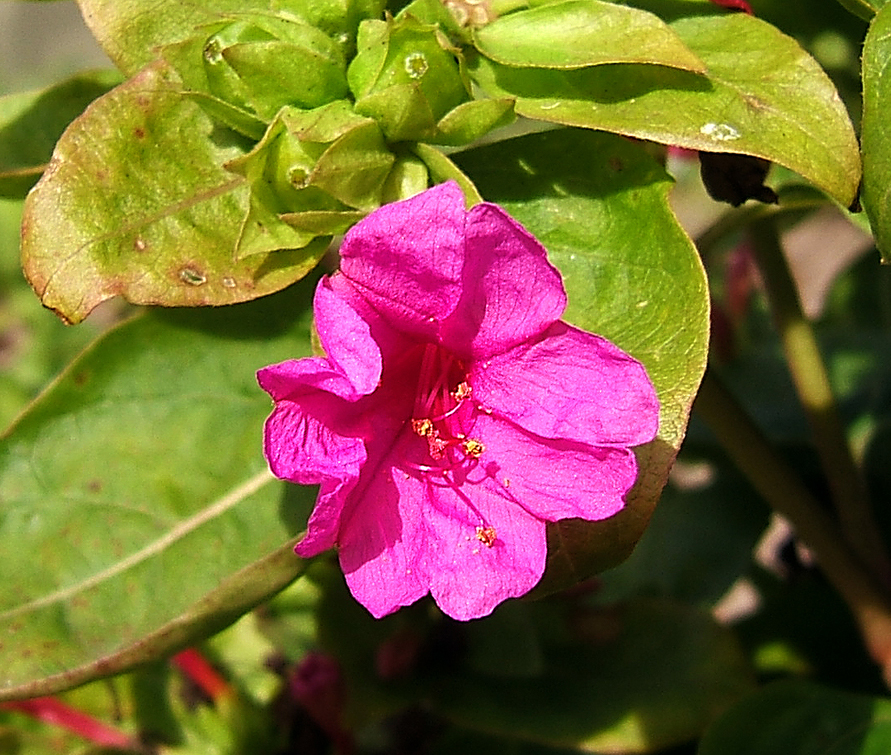
Mirabilis jalapa "Flor de nit"

### Negocis
L'empresa de telecomunicacions alemanya Deutsche Telekom utilitza un logotip magenta. Ha intentat evitar l'ús de qualsevol color similar per part d'altres empreses, fins i tot les de camps no relacionats, com ara la companyia d'assegurances Lemonade.

### Transport
Magenta era el nom anglès del color de la línia de metro Oedo de Tòquio. Més tard es va canviar. També és el color de la línia Metropolitana del metro de Londres.
En els sistemes de pilot automàtic d'aeronaus, la ruta que el pilot o l'avió ha de seguir fins a la seva destinació s'indica normalment a les pantalles de la cabina de comandament amb el color magenta.

### Numismàtica
El Banc de Reserva de l'Índia (RBI) va emetre un bitllet de color magenta de 2.000 rupies el 8 de novembre de 2016 dins la nova sèrie Mahatma Gandhi. Aquest és el bitllet més antic imprès pel RBI que està en circulació activa a l'Índia.

### Heràldica
El magenta és un color extremadament rar de trobar en banderes i escuts heràldics, ja que la seva adopció es remunta a temps relativament recents. No obstant això, hi ha alguns exemples del seu ús:

Làbaro càntabre, Espanya .
Escut d'armes del municipi de Magenta, França .
Bandera del municipi de Cartago, Colòmbia .

### Política
- A gran part d'Europa, el color magenta (o variants d'aquest, com el rosa o l'amarant) s'utilitza per simbolitzar el liberalisme social o el liberalisme clàssic[19]
- El color magenta és utilitzat per simbolitzar l'antiracisme per la Fundació Magenta contra el racisme, amb seu a Amsterdam.[20]
- En la política danesa, el magenta és el color del Det Radikale Venstre, el partit socialliberal danès.
- En la política austríaca, s'utilitza per representar NEOS – La Nova Àustria i el Fòrum Liberal, un partit socialliberal.
- A Bèlgica, l'utilitza DéFI, un partit socialliberal.
- A Alemanya, el magenta és un dels colors del Partit Demòcrata Lliure, o FDP.

## Galeria d'imatges

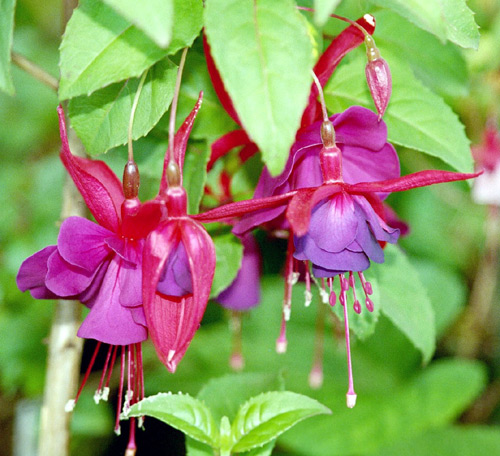
La flor de la planta fúcsia va ser la inspiració original per al tint, que més tard va ser rebatejat com a tint magenta.
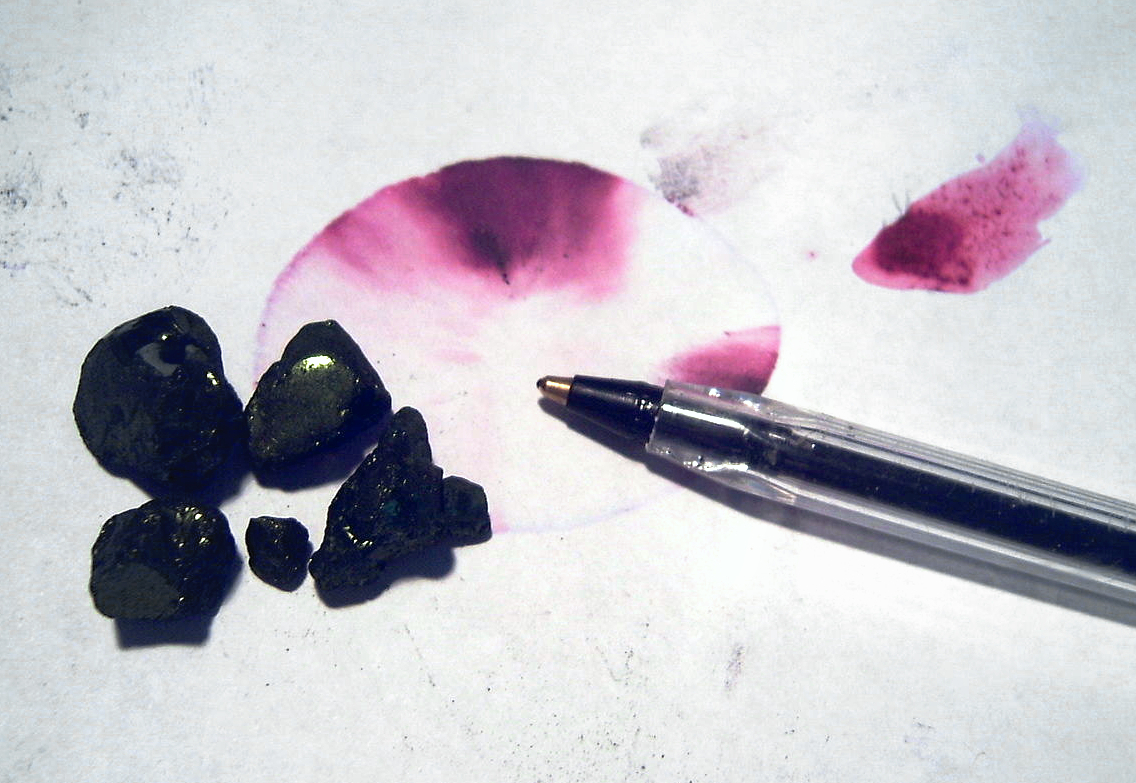
El magenta va prendre el seu nom el 1860 d'aquest colorant d'anilina que originalment s'anomenava " fucsina ", en honor a la flor de la fúcsia.
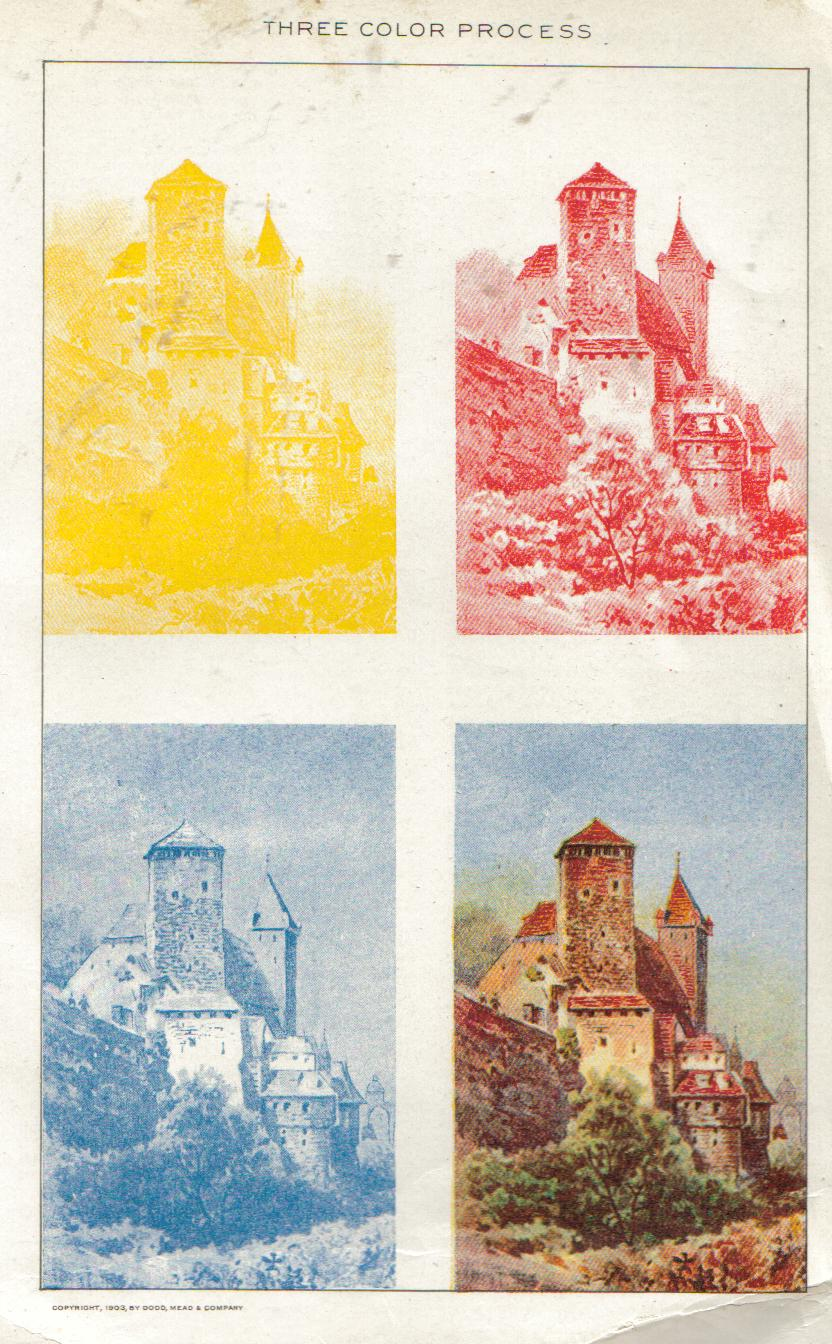
El magenta s'ha utilitzat en la impressió en color des de finals del segle XIX. Les imatges s'imprimeixen en tres colors: magenta, cian i groc, que quan es combinen poden crear tots els colors. Aquesta imatge de 1902 fa servir el model de color RYB alternatiu.
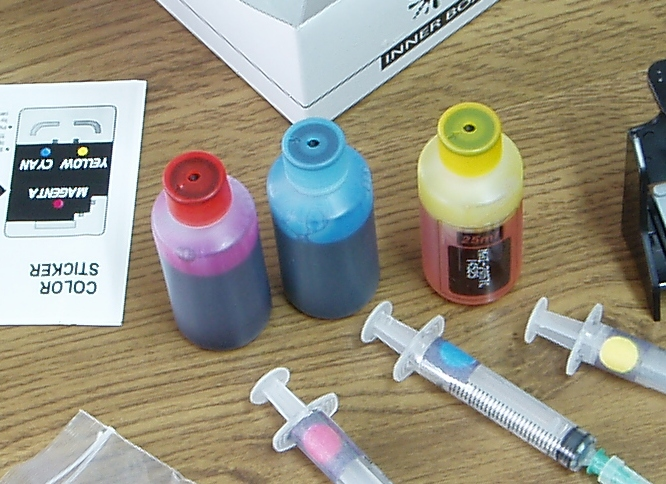
Les impressores en color actuals utilitzen tinta magenta, cian i groc per produir tota la gamma de colors.
El magenta és el color complementari del verd. Els dos colors combinats en el model RGB formen el blanc.
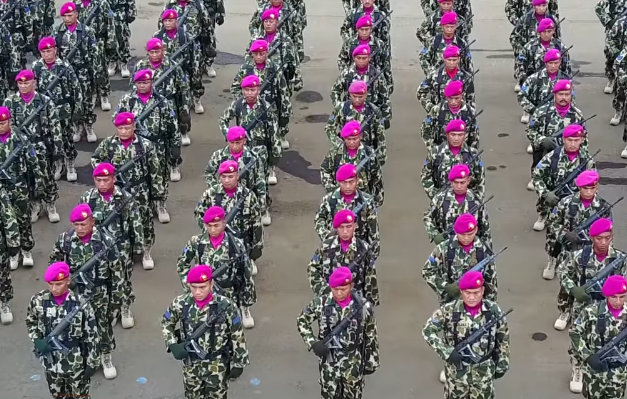
El color de la boina del Cos de Marines d'Indonèsia és el magenta porpra.